# Учалінський рудник
Учалінський рудник — гірничодобувне підприємство в Башкортостані.
Ще в 1880-х роках у районі Учалів виявили бурі залізняки, які в 1906—1907 роках розроблялись з метою виробництва охри. В 1939-му відкрили верхній поклад Учалінського родовища — окиснену «шляпу» з високим вмістом золота. Вона залягала на глибинах від 2 метрів та в 1940—1954 роках була відпрацьована кар'єром (досягнув глибини в 33 метри) та дрібними шахтами, що вилучили 13 тонн золота (і 170 тонн срібла). Роботи провадили старательска артіль ім. В. І. Леніна, а потім Учалінський рудник тресту «Башзолото».
Станом на 1952-го завершилась детальна розвідка нижніх поверхів родовища, яке вивилось великим мідно-цинковоколчеданним об'єктом із запасами сульфідних руд понад 100 млн тонн та середнім вмістом міді, цинку та сірки на рівні 1 %, 4,6 % та 42 % відповідно. Як наслідок, у 1953-му вирішено створити Учалінський гірничо-збагачувальний комбінат, що в 1958-му почав видобуток сульфідних руд відкритим способом. У 1967-му вийшли на проєктну потужність у 2,5 млн тоне на рік, проте фактичний видобуток і далі зростав та в 1970-х досягнув 3,5 млн тонн на рік.
З 1968-го у складі Учалінського ГЗК запрацювала Учалінська збагачувальна фабрика.
У 1988-му стартували роботи на підземному руднику, який станом на 1997-му вийшов на проєктну потужність у 1,4 млн тонн на рік. Були пройдені шахтні стволи «Скіповий» та «Клітьовий» (обидва до глибини у 564 метри) та «Північний Вентиляційний» (до глибини 460 метрів).
Станом на 2016 рік Учалінський кар'єр досягнув глибини у 348 метрів, при цьому понад 90 % видобутку вже давав підземний рудник. На той час з Учалінського родовища вилучили близько 111 млн тонн руди (за іншими даними, вже на 2009 рік видобули 132 млн тонн), тоді як залишкові запаси оцінювались у 9 млн тонн. Враховуючи вичерпання запасів, завершення розробки родовища планувалось на першу половину 2020-х.
У 2018-му через підземні виробітки Учалінського рудника почали розробку Ново-Учалінського родовища, на якому також ведеться спорудження власних шахтних стволів.